# غنيم ابن بطاح المطيري
غنيم بن صفوق بن حسين بن بطاح العبيوي المطيري (1852 - 1943)، فارس وشاعر نشأ في نجد وعاصر وخاض أحداث ومعارك تاريخية في جزيرة العرب، كانت لها إسهامات في حركة التشكل الجيوسياسية لمنطقة الخليج العربي في العصر الحديث، وكذلك ترك أرث قصصي ونصوص أدبية شعرية، أنتشرت في تلك الفترة وما تلتها من فترات، كانت لها مكانة في الذاكرة الجمعية، لاسيما أنها ساهمت ثقافيا وأدبيا واجتماعيا سياسيا، في معرفة وفهم وتقصي ودراسة، ظروف وفكر ووجدان الإنسان العربي، في تلك الحقبة التاريخية، وموقفه من أحداثها وانصهاراتها المتباينة.

## نسبه ونشأته
هو غنيم بن صفوق بن حسين بن بطاح بن محمد الجغواني العبيوي الواصلي البريهي المطيري، فارس مجيد وشاعر نبيل  من جيل المتقدمين من قبيلة مطير الحجازية، وقد وُلد في عام 1852م وتوفى في عام 1943م، وهو الأبن الثالث للفارس صفوق بن بطاح، والذي كان له من الولد، علوش وغنام وغنيم وتركي وحسين ومحسن، ولقد وُلد صفوق في عام 1812م وتوفى عام 1897م.
وُلد ابن بطاح وترعرع وعاش في بادية نجد وما جاورها من ديار، حيث امتزجت به عدة صفات عربية صحراوية أصيلة، حيث يقول غلوب باشا ولا سيما أنه تطرق في كتابه (حرب الصحراء) لأحدى الوقعات الحربية التي شارك بها غنيم بن بطاح بالتفصيل، فيقول عند وصفه لأبن بادية نجد ما نصه_  إحدى أهم صفات البدوي إثارة للدهشة، هي ولعه الشديد بالشعر، لاريب أن العديد من الأمم قد أنجبت شعراء، كانوا عادة رجال ثقافة وأدب، إلا أن عدد الشعراء الفقراء الأميين في أوساط البدو، لا حصر له، مع ذلك فأن أشعارهم ليست كأشعار القرويين الغريبة، بل تحكمها تقاليد فنية عريقة، وتتضمن مفردات غزيرة وغنية، موسيقية ومفعمة بالإثارة في ايقاعها وبيانها، ومن خصائص البدوي أيضا، هي صراحته المفرطة وابتعاده عن الرقة، وتلاحظ نفس الخصائص في شعره الذي يتكون معظمه من قصائد ملحمية، فهو يشتمل على وصف للطبيعة والسماء والغيوم، ووابل الأمطار، الذي يهطل على الأرض العطشى، فقصائدهم تصبغها مسحة ملحمية، واهتماماتهم الشعرية تنحصر في ذكر الحرب والكرم والضيافة والحب، وتصاغ بلغة رنانة لتصور روح ومشاعر الشاعر البدوي، وهي مصاغة بشكل أساسي لإلقائها صوتيا، وتبدو باردة ومملة عند الكتابة، خصوصاً عند تحويلها إلى لغة أخرى، وغالبا يبدأ ابن البادية شعره بالشكل الرسولي، حيث يبدأ الشاعر مخاطباً صاحب جمل وصل تواً بأنباء معه، أو إلى شخصاً على وشك الرحيل وتأمينه رسالة، فيبدأ بأبيات تصف جمل الرسول، بأنه رشيق الحركة وذو صدر واسع، ومشيته الخفيفة، ثم حجم محيط جسمه، ورأسه الأصيل الصفات الجميل، فما من أحد غير البدوي يمكن أن يفوق أسلوبه في وصف الإبل، ثم يطلب الشاعر من الرسول تسليم الرسالة إلى محبوبته، أو إلى شيخ معين، حيث يشاد بذلك بأعماله الجليلة وكرمه السخي، وعلى أي حال تتناول القصائد البدوية مواضيع الحرب والفروسية أكثر من الحب.

## معركة العاذريات (معركة الرقعي)

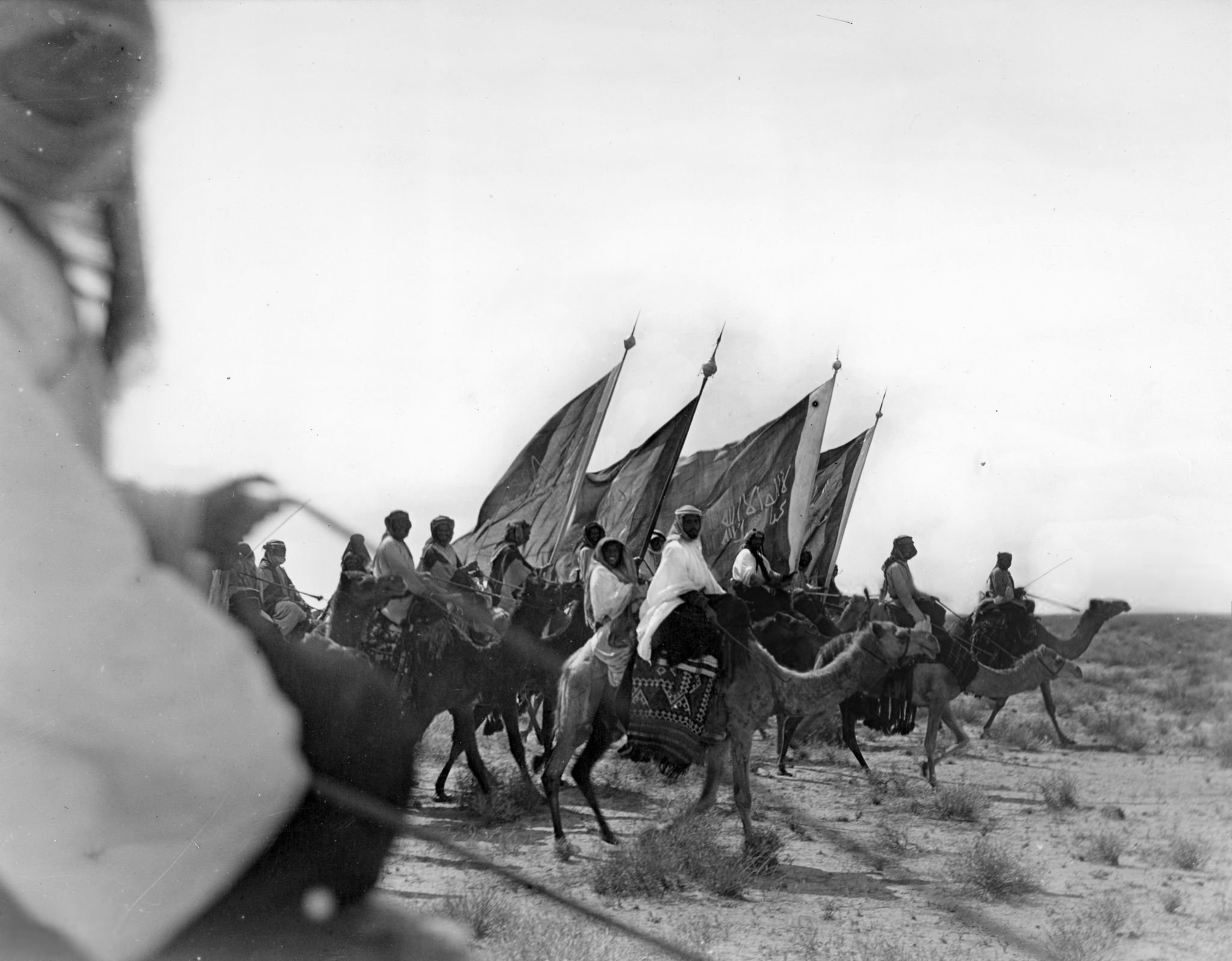
جيش حركة الإخوان

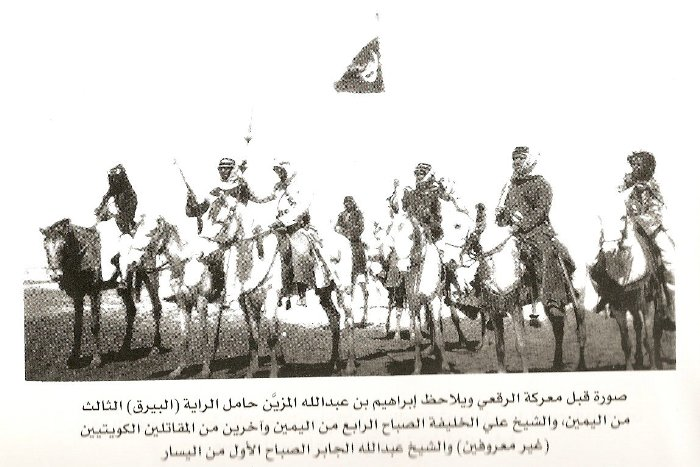
الجيش الكويتي في معركة الرقعي بقيادة الشيخ علي الخليفة الصباح 1928م

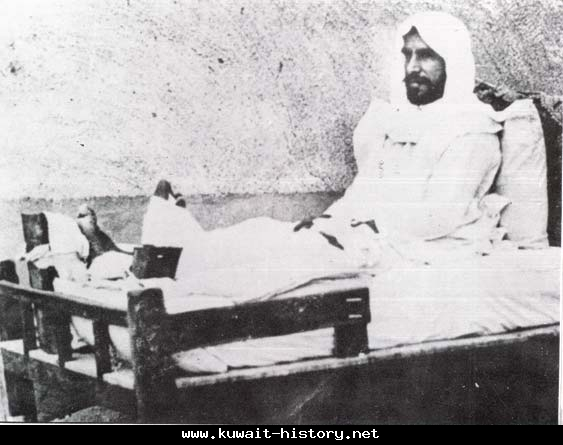
الشيخ علي الخليفة الصباح في المستشفى الأمريكي بعد إصابته

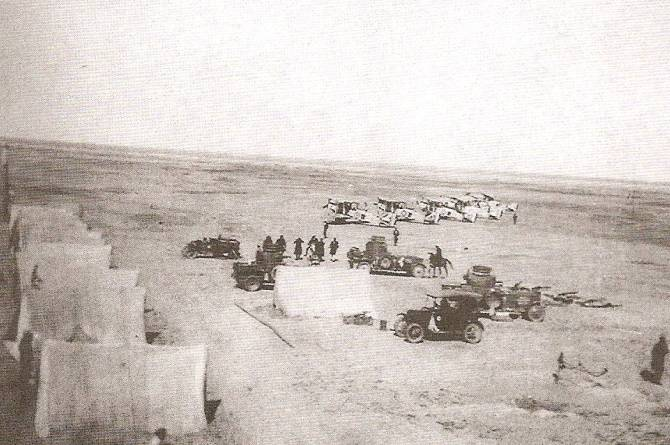
الطائرات والتنابيل البريطانية

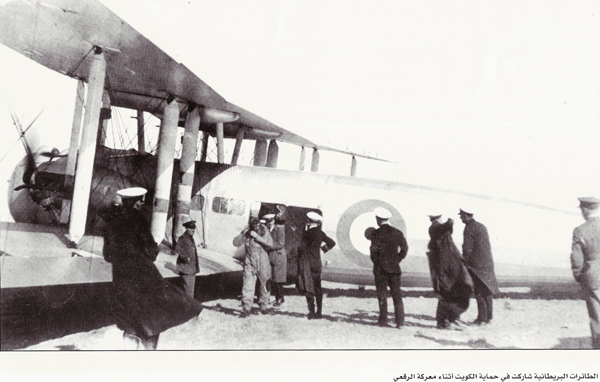
طائرة موديل راف والتي شاركت بها القوات الجوية البريطانية بعدد ستة منها، حيث أسقطوا الإخوان واحدة منها.

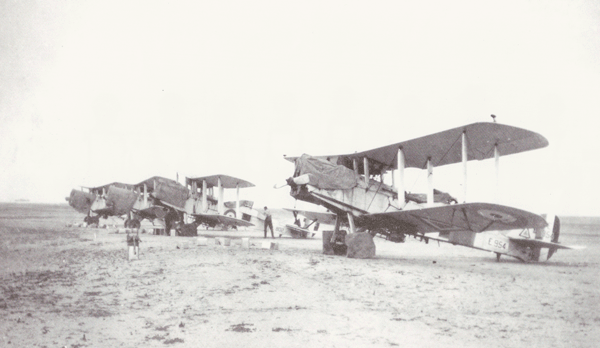
الطائرات البريطانية بعد عودتها من الهجوم

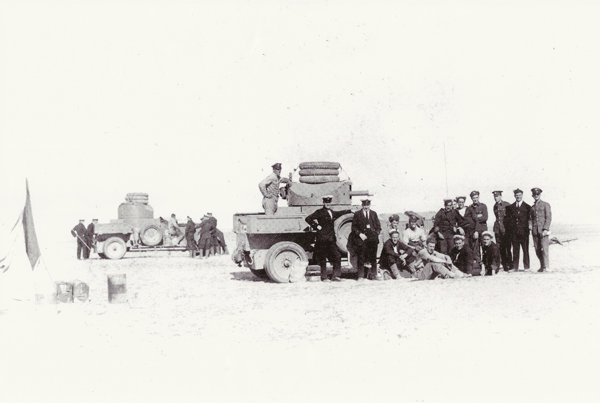
المدرعات العسكرية البريطانية والتي شاركت فيها بعدد خمسة وعشرون منها، وقد أحرقوا الإخوان منها خمسة عشر مع قتل راكبيها

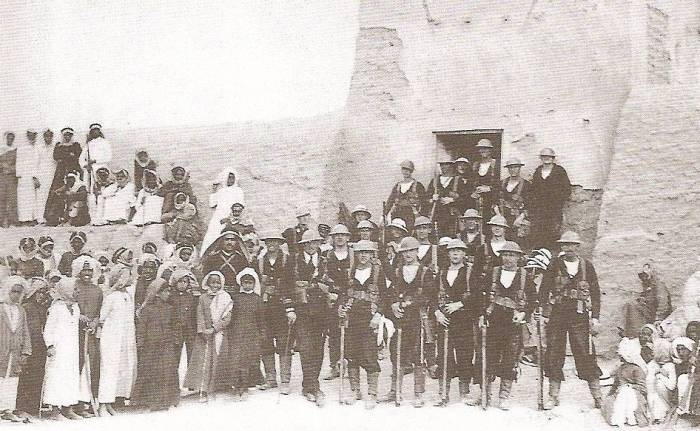
الوجود العسكري البريطاني في الكويت تأهبا لأي هجوم معاكس للإخوان

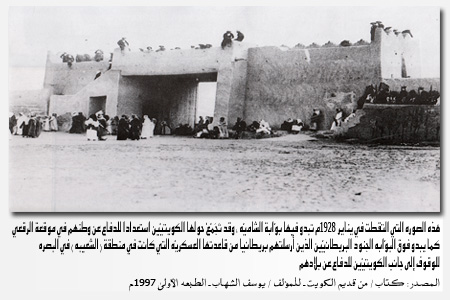
إرسال الجند البريطاني من قاعدة البصرة لحماية الكويت

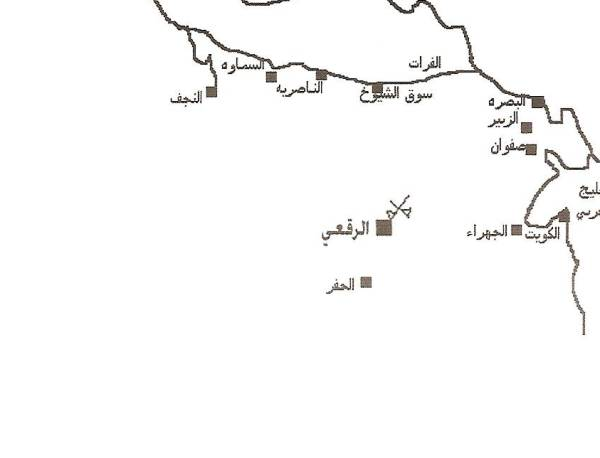
موقع معركة الرقعي في 28 يناير 1928م على الصحراء الممتدة ما بين الحدود السعودية الكويتية

وغنيم بن بطاح هو ممن أسقطوا الطائرة البريطانية في معركة الرقعي والمعروفة أيضا بمعركة العاذريات، والتي نشبت في يوم 28 يناير 1928م، وقد كان الطرف الأول فيها جيش الإخوان السعودي بقيادة علي بن عشوان أمير فخذ العبيات من قبيلة مطير، وقد كانوا جيش بدائي العتاد، فكانت الإبل والخيل هي ركايبهم، أما سلاحهم فكانت البنادق التقليدية والشلف والرماح، أما الطرف الثاني فكان جيش دولة الكويت بقيادة الشيخ علي الخليفة الصباح والشيخ علي السالم الصباح، وقد كان الجيش الكويتي مجهز بأكثر من خمسة وعشرون سيارة، وتعتبر هذه المعركة أول معركة تشارك بها السيارات في جزيرة العرب ، والتي كانت نادرة وحديثة الوجود في المنطقة العربية في تلك الفترة التاريخية، وكانت تلك السيارات معدة عسكريا بشكل متطور في حينها، بحيث كانت مجهزة بمنصات رشاشات من العيار الثقيل، تقوم في مقام المدرعات العسكرية في العصر الحديث، حيث تحمل كل سيارة منها تسعة من المقاتلين المسلحين، وتم أيضا الاستعانة بالسلاح الجوي البريطاني، والذي يعتبر الحليف الإستراتيجي لدولة الكويت في تلك الفترة، حيث تم إرسال الطائرات الحربية من موديل راف الشهيرة في حينها، وذلك لقصف قبيلة العبيات لردعهم وإلحاق الهزيمة بهم.
واستطاعت العبيات في نهاية المعركة الانسحاب مقابل جيش الكويت دون خسائر تذكر، مقابل قتل الشيخ علي السالم الصباح، وإصابة الشيخ علي الخليفة الصباح بكسر بساقه، حيث حمله وأرجعه للكويت من موقع المعركة الشيخ صباح الناصر المبارك الصباح، وهو أيضا من ضمن المشاركين بالمعركة، بالإضافة إلى الشيخ عبد الله الجابر الصباح، وشارك الشيخ عبد الله الأحمد الجابر الصباح، والشيخ سلمان الحمود الصباح ، وتم فقد الكثير من جيش الكويت قتلى بجانب المصابين.
وقد قال الراوي عبد الرحمن بن إبراهيم الربيعي (1309هـ - 1402هـ)، في مخطوطته التي وصلت إلى مكتبة الملك فهد الوطنية، عن يوم العاذريات ما نصه  _ وهذه قصة العبيات من مطير يوم يأخذون إبل ابن صباح من حدود الكويت وأخذوها عن آخرها، ولما علم علي الخليفة بن صباح بذلك جند جنوده وركب على السيارات ولحقهم وأدركهم دون العاذريات فثار الكون بينهم، ولما امتنعوا عن ردها وتسليمها، ما كان منهم إلا أن انسحبوا أهل الكويت، على السيارات التي سلمت من الرصاص، ولما وصلوا إلى الكويت طير عليهم خمس طائرات فلحقتهم الطيارات وضربتهم، وضربوا الطيارات وهبطت واحدة فقتلوا ماعليها من رجال وأخذوا السلاح الذي فيها، فلما شاف الطيارون فعلهم ومقدرتهم بالرمي، خافوا على الطيارات منهم، وتركوهم...انتهى كلام الربيعي.
أما الرواية البريطانية للحادثة، فينقلها هارولد ديكسون والذي توفي في الكويت في الخمسينيات من القرن العشرين، وعاصر الحادثة، يقول في كتابه (الكويت وجاراتها) على حد نصه  _ وفي مساء 27 يناير 1928م، وصلت أنباء إلى الكويت بأن علي بن عشوان، من أولاد واصل فرع البرية من آل مطير، أغار على عرب بر الكويت في أم الرويسات على رأس قوة من ثلاثمائة وخمسين من راكبي الجمال وخمسين فارساً، على بعد ثمانية وثلاثين ميلا شمالاً غرباً من الجهراء، فقتل ثلاثة رجال من عريب دار، واستولى على عدد كبير من الجمال والأغنام، وعلى الفور، تم حشد جميع السيارات المتوفرة، في الكويت ليركبها الرجال متجهين إلى الجهراء في نفس الليلة، ويركب كل منها ما لايقل تسعة رجال، مايفوق طاقتها ومع أن الطرق غير معبدة بعد قرية الجهراء وهي عنصر جديد يستخدم في الحرب لأول مرة وكانت النتيجة تمكن الكويتيون من الللحاق بهم، مع تكليفهم بالسير إلى الرقعي، على بعد تسعين ميلاً في اتجاه الغرب والجنوب الغربي، بمجرد أن تسمح الرؤية، لهم بالتحرك، من أجل قطع طريق التراجع على المغيرين، وفي الساعة الرابعة والنصف من صباح يوم 28 يناير، وصلت إلى الرقعي خمس عشر سيارة سليمة من السيارات الخمسة والعشرون التي خرجت من الكويت... انتهى.
وفي نص آخر أيضا للحادثة لديكسون]] يقول  _ وبعد انتهاء المعركة الرئيسية، وصل إلى ساحة القتال الشيخ علي السالم الصباح، ابن الشيخ سالم الصباح الفارس صعب المراس، بعد أن تأخر نتيجة عطل أصاب السيارة التي استقلها، فكاد أن يشتعل غيظا لعدم مشاركته في النزال، وفي تحد مباشر لكل الأوامر والتعليمات، أصر على مواصلة القتال، فانتهى الأمر به هو والمجموعة التي التفتت حوله، إلى الوقوع في شرك وادي الباطن، حيث استمروا في القتال، فذبحهم المغيرين، ولولا هذا الحادث لكان نجاح القوة الكويتية نجاحاً... انتهى.
ثم يكمل هارولد ديكسون على قوله ونصه  _ بلغت خسائر الكويت أحد عشر قتيلاً وأحد عشر جريحاً، توفي أحدهم بعد فترة، مما اضطر القوة الكويتية إلى التخلي مؤقتا عن ربع سياراتها ولكنها استعادتها فيما بعد، والجدير بالذكر هنا أن إحدى هذه السيارات وضعت في ايدي الإخوان، ورغم ذلك عُثر عليها سليمة تماماً رغم محاولات تخريبها، وذلك لجهلهم بمكوناتها وتركيبها بالطبع، ولم تُصب إلا ببعض الدمار في هيكلها وأبوابها... انتهى.
أما حادثة الطائرات البريطانية ومشاركتها في معركة الرقعي وما تسمى أيضا بمعركة العاذريات في التاريخ السعودي لـ الإخوان وغاراتها، فيقول ديكسون ما نصه _وحددت الطائرات البريطانية موقع المغيرين في يوم 29 يناير، وكان على بعد خمسة عشر ميلاً شمال حفر الباطن، وفتح المغيرون نيرانهم على الطائرات، فردت بقصفهم بقنابها وإطلاق الرصاص، عليهم من البنادق الآلية، ثم هاجمت المغيرين مرة أخرى على بعد ثمانية أميال جنوب حفر الباطن بعد ظهر يوم 30 يناير... انتهى.
أما من جانب آخر فقد ذكر السير جون باجوت غلوب باشا، هذه الحادثة بتفصيل أكثر في بعض جوانبها، حيث يقول في كتابه (حرب الصحراء) ما نصه  _ وفي 27 يناير 1928م، غزا علي بن عشوان المطيري مع أربعمائة رجل، قبيلة العريبدار في أم رويسات على بُعد ثمانية وثلاثون ميلا غرب الجهراء، ونهبوا الكثير من الجمال والأغنام، فقام أتباع ابن صباح ويقدر عددهم خمسة وعشرون رجلا من حملة البنادق مستخدمين خمسة وعشرون عجلة، بمطاردة الغزاة واستعادة جزءاً من الغنائم... انتهى.
وأضيف هنا رواية فلاح بن مبارك بن هيف الحجرف العجمي عن معركة الرقعي 928م، في كتاب (ملاحم كويتية) يقول على حد نصه  _ أنه في صبيحة يوم الأثنين 27 يناير 1928م الموافق 5 لشهر رجب 1346هـ، هجم الإخوان بقيادة علي بن عشوان على أطراف الكويت، وفي مكان قريب من (كراع المرو)، تلاقوا المهاجمون مع بعض الكويتيون هناك، حيث تراشق بالنيران بين الجانبين، فاستشهد كريدي بن نهار بن ليل المتلقم وشخص آخر من فخذ الغتارين من الرشايدة، كما أستولى المهاجمون على الإبل العائدة ملكيتها لكل من الشيخ صباح الناصر الصباح والغتارين، ثم توجهوا بعد ذلك غرباً، وكانت هذه المجموعة قد تلقت نبأ هجوم الإخوان في أعالي الكويت فخرجت لأعتراضهم، وجرى بين الجانبين قتالاً شرساً في مكان يُسمى (أم الرويسات) فأستشهد كل من مبارك هيف الحجرف وبداح بن حسن الحجرف كما أصيب ضبيب بن عمش الصويحة الشمري، وفي هذه الأثناء بلغ نبأ هجومهم أهل الكويت بواسطة عدس بن نمران الرشيدي، فبادر الشيخ علي السالم الصباح بتجهيز المقاتلين الكويتييين، لتعقب ابن عشوان وجماعته، واستعادة ما نهبوه، وذلك بناءً على أوامر الشيخ أحمد الجابر، ولكسب الوقت أمر الشيخ علي السالم بوضع سيارات شركة نقل الركاب تحت تصرف المقاتلين... انتهى.
أما بخصوص قصف السلاح الجوي الإنجليزي للعبيات من مطير وهم على جمالهم وخيلهم، وسلاحهم البدائي، وإسقاطهم لأحدى الطائرات، فيروي غلوب باشا نقلا عن رواية الطيار البريطاني الملازم الطيار جي. إف. تي. باريت، الذي هبط وانقذ زميله كابتن الطائرة المنكوبة تحت إطلاق النار من العبيات، فيقول غلوب باشا مانصه  _ وفي 29 كانون الثاني، عين الطيران البريطاني وهاجم الغزاة المتقهقرين قرب الحفر في الأراضي النجدية، وقد هبطت إحدى الطائرات اضطراريا على بُعد خمسة أميال عن الغزاة، إلا أن طائرة أخرى هبطت بجانبها والتقطت الطاقم، وفي الصباح التالي لوحق الغزاة أيضا على بعد ثمانية أميال غرب الحفر، وأصيبت أحد الطائرات واضطرت للهبوط على بعُد أربعمائة ياردة فقط عن الغزاة، فهبط الملازم الطيار جي. إف. تي باريت بجانب الطائرة وتحت إطلاق نار كثيف، التقط طاقمها، وهو عمل باسل مُنح بسببه وسام الخدمة الممتازة... انتهى.
```
وقد أنشد غنيم بن بطاح فيها قصيدة، تعتبر وثيقة تاريخية حيث يذكر فيها الظروف المكانية والزمانية للمعركة، بالإضافة لتفاصيل الأحداث تدريجيا وتطوراتها تبعا، وأيضا يثني فيها على مناقب أبناء عمومته أهل الجدعا، وهي العزوة أي اللقب المعروفة به قبيلة العبيات، فيذكر ابن بطاح بطولاتهم، حيث يقول:
[
22
]
[
23
]
```

وعندما جاء رفاعي بن عشوان لزيارة الديحاني كعادته، للإطمئنان على صحته، أحاط الأب يداه حول رقبة ابن عشوان عند السلام، وبدأت عيناه تنهل دمعا فبكى، فاندهش ابن عشوان وقال: ما بك يا ابن عمي، فرد الأب: يا ابن عشوان أنا أشرفت على الموت، وبناتي ليس لهن أخوة، فهن أمانة في رقبتك هن وما يملكن، فتعهد رفاعي له بحمايتهن وقال بناتك بناتي، فأطمئن الوالد، وتوفى بعد فترة ليست ببعيدة.
فجاء اليوم الذي كان يخشاه والد رقوى، حيث أنصبت على العبيات أقواما كثيرة وأشتدت المعركة، ولا عاد يعلو صوتا على صوت الرماح والسيوف، فأنشغل رفاعي من شدة هول المعركة عن أبل رقوى وأخواتها، التي سقطت بيد الأقوام المهاجمة، دون علمه.
ولما أنجلى دخان المعركة، إذا بالفتاة تصرخ وتنخى وتنادي والدها الذي قد مات، بعد أن يأست من أبلها المأخوذة، حيث أنها أعتقدت أن حامل الأمانة قد تخلى عنها، فأنتبه رفاعي لصراخ رقوى وأن حلالها قد ذهب مع الأقوام المهاجمة، فأصبح ينخى بني عمه ويستفزع بهم، ويقول: والله لو أن الإبل لنا، أني ماعاد أخليكم تلحقونهم، وأنا أعلم أنهم يزيدون عنا بالعدد أضعاف وأضعاف، وأما الآن والله لألحقها، أما أن أردها أو أروح على ساقتها.
فتقدمت العبيات، وأتى ابن بطاح في نحر القوم وتصدى لهم ببندقه الجرعا، وبعد أن كثر الذبح في الخيل والرجال، تشابكت العبيات معهم بالسيوف والشلف، فأخرجوهم من الإبل، فأرجعوا حلال رقوى كاملا دون نقص، وكسبوا من جيش القوم وخيلها، فأصبحوا هم الكاسبين المنتصرين.

## مرثية جد البطاطيح
ولغنيم بن بطاح مرثية في والده صفوق قالها في عام 1897م.
حيث تتضح من القصيدة التي سنوردها لاحقا، كم كان غنيم متأثرا في شجاعة وفروسية والده، وما أحتوى أيضا والده من أخلاقا كريمة كتزبين المضيوم ساعة الشدات والضيم، وخاصة عندما يكون الدخيل مطلوبا للدم وأعدائه يطردونه، ومن المعلوم أن ساعة ثورة الدم والثأر، قليلا مايوجد رجلا يقبل تزبين الدخيل ساعة الشر، لما تتبعها من مخاطر وشرور تلحق المزبن بنفسه، وأيضا تظهر في القصيدة دقة تواصيف غنيم لسلاح أبيه وأنواعه التي كانت سائدة في ذلك الزمن، ومن عرض قصيدته يذكر غنيم كيف كان كرم أبيه وكيف كانت خوصته أي سكينه، بأنها كانت دائمة المشرب من أعناق الأنعام كرما لضيوفه، وفي أخر قصيدته يوضح غنيم بأن وفاة أبيه كانت ناتجة عن المرض وأنها سنة الحياة الدنيا على الأولين والآخرين، ويؤكد أنه لو كانت وفاة أبيه قتلا من الناس، بأنهم لن يأمنوا منه طوال الدهر، حتى يأخذ بثأر أبيه من كل من تسبب في وفاته، وأنه لن يقبل السوق والدية والصلح فيه أبدا، ولكنها كانت من الله سنة يرضون الخلق جميعهم بها، وقد توفى صفوق بن بطاح في عام 1897م عن عمر يناهز خمسة وثمانون عاما، حيث يقول غنيم:

## ابن بطاح والأمير بن جلوي آل سعود

الأمير عبد الله بن جلوي بن تركي آل سعود

ويذكر لغنيم بن بطاح حادثة مع الأمير عبد الله بن جلوي آل سعود أمير منطقة الأحساء في عام 1929م، حيث تبدأ تفاصيلها، عندما توفى حسين بن غنيم بن بطاح عام 1929م، وقد كان حسين مُدين لكثير من الناس وليس وراءه مالا يستخلص به الدائنين، فتقدموا هؤلاء الناس إلى الأمير عبد الله بن جلوي يشكون غنيم بن بطاح حتى يسدد لهم، فاستدعى ابن جلوي غنيم بن بطاح حتى يسدد مأعلى أبنه من مستحقات متراكمة، فطلب غنيم مقابلة ابن جلوي وجهز قصيدة لسردها لابن جلوي، وللمعلومية أن بين الأمير بن جلوي والشيخ هابس بن عشوان مصاهرة، حيث أن فهد بن عبد الله بن جلوي قد تزوج أخت هابس بن عشوان وأنجب منها ولدين وهما الأمير فيصل والأمير محمد بن جلوي، فبدأ ابن بطاح قصيدته مذكرا ابن جلوي بالنسب ما بين العبيات والجلوي، وبعد أن انتهى من سرد القصيدة، أمر ابن جلوي بتسديد الديون بأكملها من ماله الخاص، وأمر كذلك بإعطاء ابن بطاح خرجية خاصة، وهذه الخرجية عبارة عن مبلغ معين من المال وبه قيمتين، قيمة مادية وقيمة معنوية تقديرية للمدفوع له وتعبيرا عن التكريم والتقدير الخاص من الأمراء السعوديين، حيث يقول غنيم بن بطاح في قصيدته مايلي:

## أحوال أهل نجد
ففي عام 1934م، ركب غنيم بن بطاح العبيوي متوجهاً للشيخ مسير بن نايف بن مزيد الدويش، حيث كان متواجداً ومستقراً في هجرة الأرطاوية، فطلب ابن بطاح من الدويش مشاش مشلح وهي آبار مياه، حتى يروي الإبل منها ويستقر في موسم الصيف عليها، هو وجماعته العبيات من قبيلة مطير، ومشاش مشلح عبارة عن عدة آبار مياه متعددة، ولكن هذه الآبار ذو مياه قليلة، ولكن تزود مياهها مع كثرة السيل والأمطار عليها، فوافق الشيخ مسير الدويش على طلب ابن بطاح، فأعطى مشاش مشلح للعبيات، فنزلت العبيات على المشاش.
وبعد فترة من الزمن، أتى عربٌ من الموهه وهم فخذ من قبيلة مطير ذاتها لمسير الدويش، فطلبوه أيضا أن يسمح لهم أن ينزلون على المشاش نفسه مع العبيات، فوافق كذلك الدويش وأعطاهم الأذن ولم يردهم، وبعد أن توجهوا الموهه للمشاش، تفاجئوا أن المشاش لا يكفيهم مع العبيات جميعا، فرجع شخص يقال له بطيحان عن الموهه لمسير الدويش يقول له: الآبار ليس لنا بها مشرب، فالعبيات مجتمعه عليها وأعدادهم كثيره ولا لنا معهم نصيب، وابن بطاح مجتمعه معه العبيات كلها.
رد الدويش لبطيحان وقال: أنا لم أرخص للعبيات كلها، وأنما أرخصت للذين كانوا مع ابن بطاح وهم ليسوا بكثير، ولكن أرجع لابن بطاح وقل له: الدويش يقول لك العرب الذين لم يأتوا معك يوم تطلبنا في البداية، قل لهم يشدون عن المشاش ويرحلوا.
وصل الكلام لابن بطاح من بطيحان، فرد عليه بساعتها بهذه القصيدة، معبراً بها عن عتبه الشديد والزعل الشديد، حيث قال كيف يالدويش تشدد بني عمي وتطلب رحيلهم، وهم واردين الماء بطلبتي منك.
فوصلت القصيدة لمسير بن مزيد الدويش، فتراجع وقال: يالموهه اتركوا مشاش مشلح لابن بطاح وبني عمه، وأنتم أنزلوا أم الجماجم أو القاعية.
فهيضت الحادثة غنيم بن بطاح، حيث قال:

## عام الغصيبة

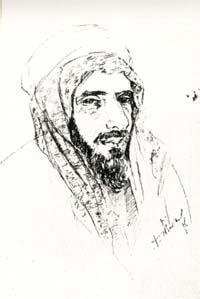
صورة رسمت بخط اليد في يناير من عام 1930 لفيصل الدويش

ومن قصص غنيم بن بطاح المطيري التاريخية، والتي فيها من الصور التوثيقية للتاريخ العربي، لقبائل نجد وأحوالها في الجزيرة العربية، وكيف كانت النقلة من حياة البادية إلى حياة الحاضرة والتمدن، نقلة عسرة وغير مستحبة من قبل أهل نجد في تلك الحقبة التاريخية، وهي فترة 1910م إلى 1920م وما يقاربها من سنوات، وبالتحديد عند نشأة أول مدن الاستيطان للبادية وهجر الإخوان عموما، وهي هجرة الأرطاوية في عام 1911م.
ومن المعروف أن فيصل بن سلطان الدويش هو زعيم حركة الإخوان في بداية تأسيس حكم الدولة السعودية الثالثة، وذلك في عصر مؤسس المملكة العربية السعودية الثالثة الإمام عبد العزيز بن عبد الرحمن آل سعود والملقب بصقر الجزيرة وشيخ المجرة.
ويعتبر فيصل الدويش هو أول مؤسس هجرة لحركة الإخوان وهم جند الملك عبد العزيز آل سعود في نشأة مملكته وتوحيدها، وهذه الهجرة المؤسسة من قبل الدويش هي مدينة الأرطاوية هدفا لاستيطان البادية.
فقال الدويش لأبناء عمومته من قبيلة مطير، ويقال لهم بريه وهي إحدى بطون قبيلة مطير الحجازية النجدية، بيعوا أبلكم وأغنامكم وأنزلوا بالأرطاوية، طلباً لطاعة الله والتعلم والتحضر، وصلوا وصوموا بالحاضرة مع الجماعة.
ولكن من طبيعة الإنسان العربي البدوي، أنه لا يستسيغ الحاضرة ولا يأنسها، وخاصة بعد أن يعيش ويترعرع عمرا طويلا في صحاري الجزيرة العربية ومابها من ألفة وهواية للعربي، ولعلي هنا أذكر أبيات قالها الأمير عبد القادر محي الدين الجزائري عندما خاطب أهل الحاضرة ومقارناُ بها بالبادية وهي أوطانه، حيث يقول الأمير الجزائري:
وعودا للقصة، فعندما طلب فيصل الدويش من أبناء عمومته التحضر، رفضوا مستهجنين الطلب منه، حيث أنهم بادية وتضرب جذورهم في الصحراء مئات السنين أن لم تتعداها إلى الألاف، حينها غضب الدويش لرفض جزء من قبيلته أمره، فهددهم بأن إذا لم يستوطنوا سيغزيهم، ليأخذوا أبلهم، مجبرا أياهم التحضر رغما عنهم، فأرتحلت بريه إلى بادية الكويت تجنبا عن المواجهة مع حركة الإخوان بزعامة أميرها فيصل الدويش.
ومن القصص المتضمنة لها، كان مطلق البجادي العبيوي يشرب الدخان، والدخان عادة مذمومة بل محظورة عند حركة الإخوان السعودية في ذاك التاريخ، فهي حركة دينية صارمة، وكان عقاب فاعلها هو الضرب المبرح، فسافر البجادي إلى الكويت، وبقيت زوجته مع أقاربه العبيات في البادية، فارسل قصيدة مسندها على غنيم بن بطاح العبيوي، يسأله عن الأوضاع، ويذكر فيها زوجته ويمتدحها، متوجداً عليها وعلى الفراق، حيث يقول مطلق البجادي:
وللمعلومية، ابن بطاح قال هذه القصيدة قبل سقوط مدينة حائل عام 1921م، والتي تعتبر عاصمة حكم آل رشيد، كان الشيخ العواجي العنزي موطنه شمالاً غرباُ من حائل، وكان موالياً لحكم ابن رشيد، وغنيم بن بطاح عندما ذكر العواجي في قصيدته، كان يوضح انه لو كان القصد الأخوان فقط، فأننا سنواجههم مواجهة الجيوش، ونتصدى لهم، فذكر سلاح الإخوان ثم ذكر سلاح قبائل بريه، ثم أردف ذلك بأنهم سوف يجلون إلى ابن رشيد، ولكن تعمد ابن بطاح ايضاح محبته لابن سعود وحكمه، بأن جماعته من العبيات وبريه عامة، بادروا بالرحيل إلى بادية الكويت وليس إلى الشمال أي أضداد الحكم السعودي وهم آل رشيد، تقديرا لـآل سعود، حيث ذكر في آخر بيت من قصيدته أنه يُفضل حكم أبو تركي أي الملك عبد العزيز آل سعود على غيره من الحكام.
وبعد عام، وفي الصيف بالتحديد، تقاطنوا قبائل واصل من مطير كعادتهم على قلبان المياه ليروي كل منهم حلاله، فخطب غنيم نوير لأبنه حسين، ولكن ظهر أن أبن عمها لزم، كان محجرها على عوايد البدو في التحجير، وهي معروفة ودارجة في ذاك الوقت.
فتزوجت نوير أبن عمها، وتزوج بعد فترة حسين أبنة عمه تركي بن بطاح، وأنجب منها ولدا ولكن لم يقدر الله له عمر، حيث مات وهو لم يتعد عاما واحد فقط.
```
وشائت الأقدار في عام 1929م، أن يتوفى
[
31
]
 حسين بن بطاح في 
معركة ام الرضمة
 المشهورة، وهو لم يزل في ريعان شبابه، حيث لم يتجاوز الثلاثين من عمره، وتوفى أيضا معه في الوقعة ذاتها، ولد عمه غنام بن تركي بن بطاح وعمره لم يتجاوز السابعة عشر، حيث شاركا حسين وغنام في الوقعة مع 
عبد العزيز بن فيصل الدويش
.
```

## وفاته
توفي غنيم بن بطاح في عام 1943م الموافق من الهجرة 1362هـ، حيث ناهز عمره التسعين عاما، وقد وافته المنية في هضبة الصمان ودُفن في الصحراء دون علامة أو رواية تُخبر عن موقع قبره.